# Club de Pescadores

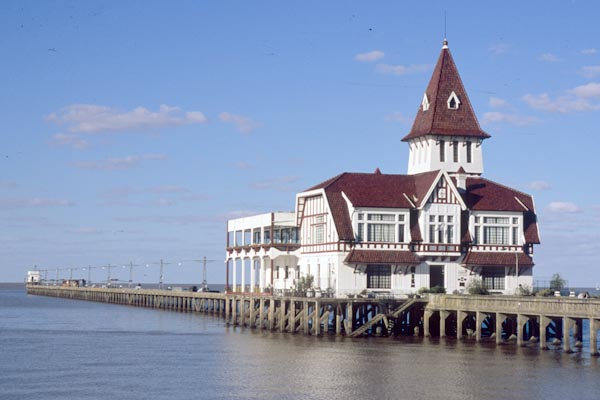
Club de Pescadores in Buenos Aires

Das Vereinshaus der Club de Pescadores (deutsch: Club der Fischer) steht im Stadtteil Palermo am Ufer des Río de la Plata in der argentinischen Hauptstadt Buenos Aires.

## Beschreibung
Der Club wurde 1903 gegründet. Der Standort ist ein ehemaliger Pier, der, gebaut von einer französischen Firma, genutzt wurde um Kohleschlepper zu entladen. Als der Pier für diesen Zweck nicht mehr benötigt wurde, verfiel er zunächst. Angler, die sich hier regelmäßig trafen, beschlossen ihn zu reparieren und eine kleine Hütte zu bauen. Am 10. August 1905 zerstörte ein Sturm den Pier. Die Fischer ließen sich davon nicht abschrecken und setzten ihre Aktivitäten fort, darunter auch ein regelmäßiger Angelwettbewerb.
1926 wurde ein Plan initiiert, einen neuen Pier zu bauen. Hierzu sollte auch ein Clubgebäude für Zusammenkünfte gehören. 1928 wurde der Plan vom Präsidenten genehmigt und 1930 waren die Arbeiten am neuen Pier abgeschlossen. Das Clubhaus, das bis heute existiert, wurde von José N. Quartino entworfen und am 16. Januar 1937 in Gegenwart des Präsidenten Agustín P. Justo offiziell eröffnet.
2001 wurde das Ensemble zum Nationalen Historischen Monument erklärt (Decreto 766/01) und das Clubhaus ist eines der Wahrzeichen der Stadt Buenos Aires geworden.